# Primero de la Palma
Primero de la Palma är en ort i Mexiko.   Den ligger i kommunen Medellín och delstaten Veracruz, i den sydöstra delen av landet, 300 km öster om huvudstaden Mexico City. Primero de la Palma ligger 8 meter över havet och antalet invånare är 174.
Terrängen runt Primero de la Palma är mycket platt. Havet är nära Primero de la Palma åt nordost. Runt Primero de la Palma är det mycket tätbefolkat, med 2 614 invånare per kvadratkilometer. Närmaste större samhälle är Veracruz, 8,9 km norr om Primero de la Palma. 